# Light Phone
The Light Phone es un concepto de teléfonos móviles de la empresa Light, una startup fundada en Brooklyn, Nueva York. Fundada por Joe Hollier y Kaiwey Tang. The Light Phone es un concepto de teléfono que limita a sus usuarios la conectividad a internet, el acceso a noticias y notificaciones. El teléfono fue creado a partir de la problemática del uso excesivo de los celulares actualmente, tiene una interfaz limitada que está especialmente diseñada para usarse lo menos posible.

## Light Phone

### Presentación
Se anunció vía Kickstarter en mayo del 2015  y se lanzó a mediados del 2017. Logrando millones de dólares de inversión e inversores como la compañía Foxconn. Logró tener una lista de espera de 50.000 unidades y 15.000 vendidas.

### Características y especificaciones.
The light phone es un dispositivo muy básico, no tiene tienda de aplicaciones, ni navegador mucho menos juegos. Solo tiene un número con tarjeta SIM prepago, un reloj y funciones básicas como mapas o notas, además cuenta con un reloj y sus funciones (temporizador, cronómetro). La batería puede llegar a durar 20 días, por lo que  puede ser un buen respaldo de un teléfono principal. Sin embargo, la empresa llevó el concepto muy al extremo, el teléfono es bastante caro para las funciones tan limitadas que ofrece.

## Light Phone II

### Presentación
El Light Phone II fue presentado con la misma idea de su antecesor, pero buscaba ya ser más independiente a tu teléfono personal. Contaría con vibración y altavoz para tonos de llamada, programar alarmas, teclado completo, 4G, Wi-Fi, GPS e incluso solicitar un Uber.
El teléfono fue hecho a partir de una inversión colectiva en la plataforma de Indiegogo, con un precio inicial de lanzamiento (2019) de 250 dólares USD, con una inversión de 250.000 USD.

### Características y especificaciones.
El teléfono cuenta con un Qualcomm Snapdragon 210, se puede cargar mediante USB tipo C, jack 3.5 mm para auriculares, 1 GB de RAM, 8 GB de ROM (memoria interna), batería con capacidad de 500 mAh (miliamperios) y un peso total de 80 gramos.

## Light OS
Este es el sistema operativo que incorporan los dos modelos, es el que permite tener la interfaz limpia y sobria de los celulares. Es un sistema simple basado en un fork de Android.